# Dolmen von Wilsen
Die erweiterten Dolmen von Wilsen liegen zwischen den Ortsteilen Wilsen und Wilser Hütte, von Kuchelmiß. Sie liegen nördlich der L11 (Straße) von Langenhagen nach Kuchelmiß im Landkreis Rostock in Mecklenburg-Vorpommern. Es sind neolithische Megalithanlagen mit den Sprockhoff-Nrn. 382 und 383. Die Großsteingräber vom Typ erweiterter Dolmen lagen in Rollsteinhügeln und entstanden zwischen 3500 und 2800 v. Chr. als Anlagen der Trichterbecherkultur.

## Forschungsgeschichte
Die Gräber wurden 1964 von Ewald Schuldt ausgegraben und zum Teil restauriert. Die Untersuchung ergab, dass beide Anlagen durch die Träger der Kugelamphorenkultur nachgenutzt wurden.
Die Gräber wurden von verschiedenen Autoren nummeriert. Im Folgenden wird das System von Sprockhoff übernommen.
| Fpl. | Wetzel 1966 | Sprockhoff 1967 | Schuldt 1972          | Beier 1991 |
| ---- | ----------- | --------------- | --------------------- | ---------- |
| 25   | Wilsen 2    | Wilsen 1 (382)  | Wilsen (lfd. Nr. 544) | Wilsen 1   |
| 3    | Wilsen 1    | Wilsen 2 (383)  | Wilsen (lfd. Nr. 545) | Wilsen 2   |

## Wilsen 1

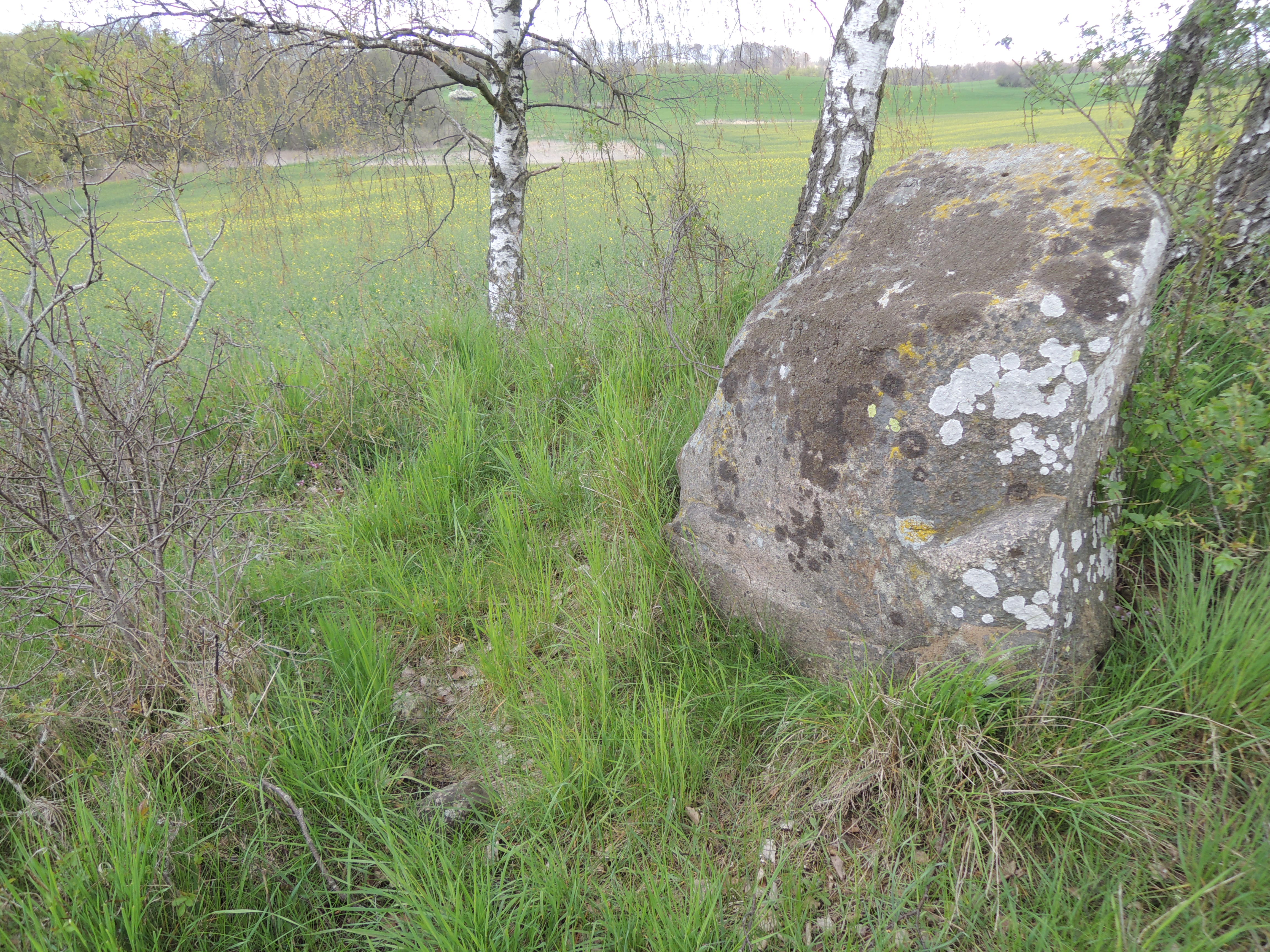
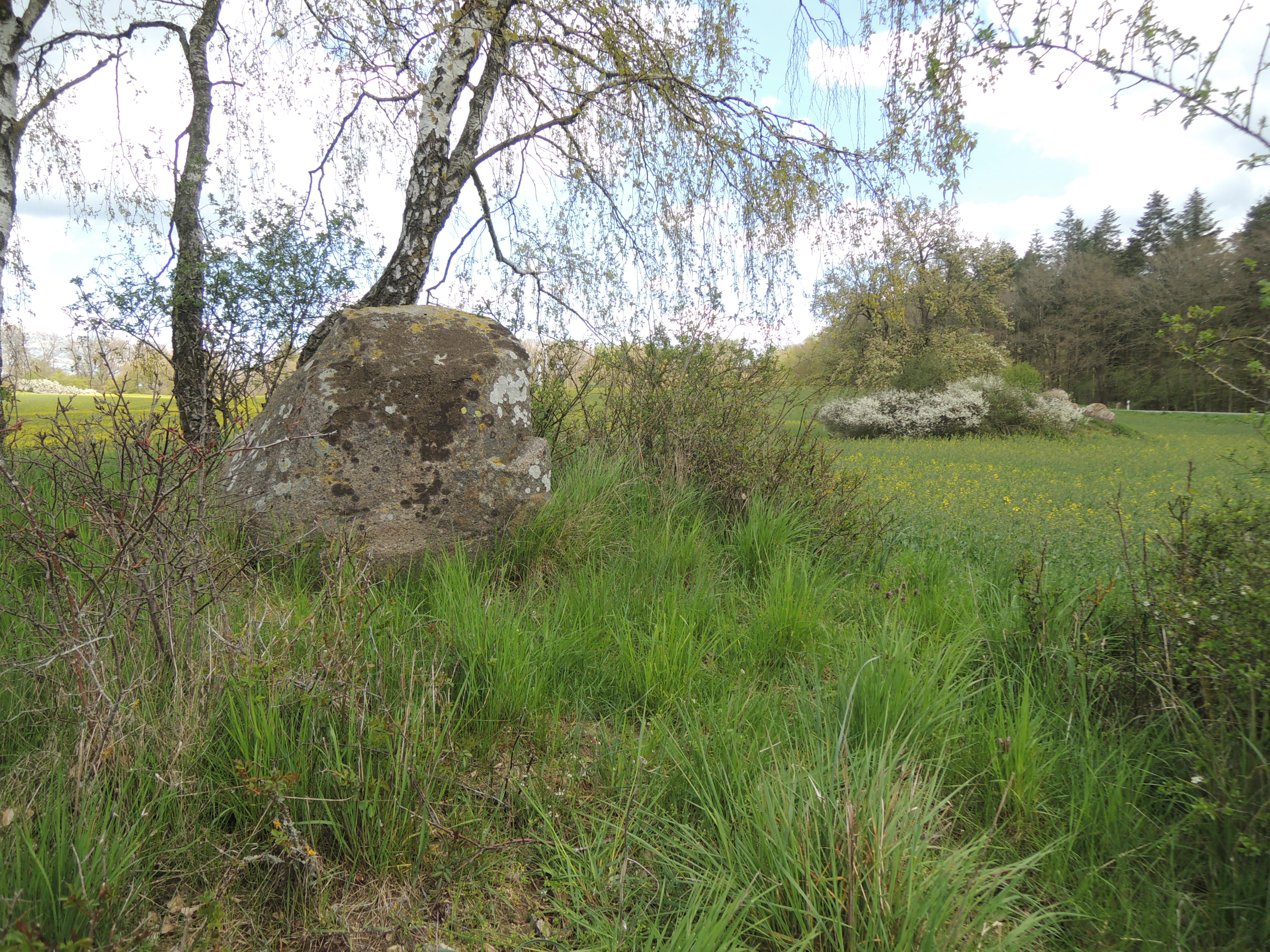
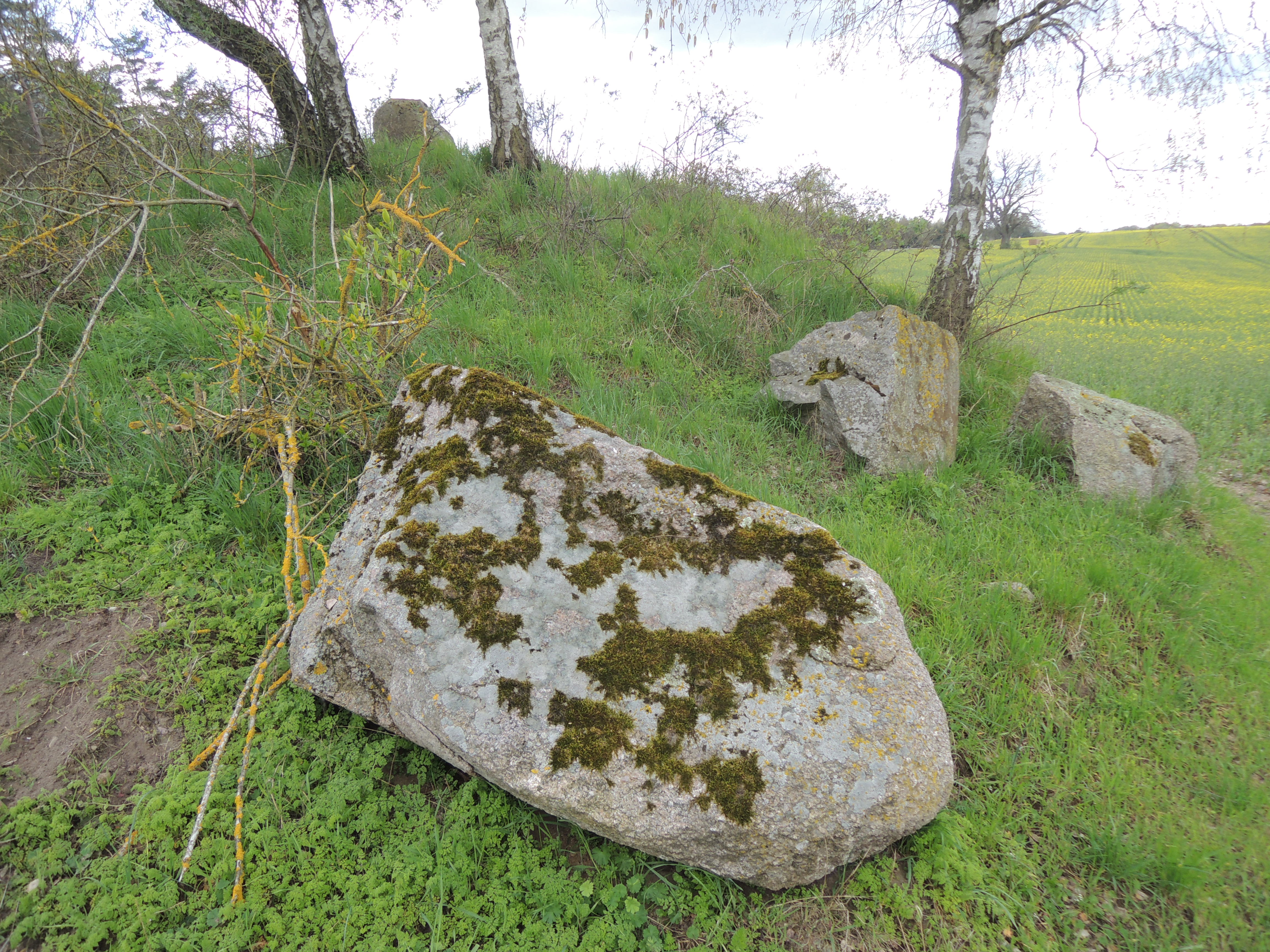
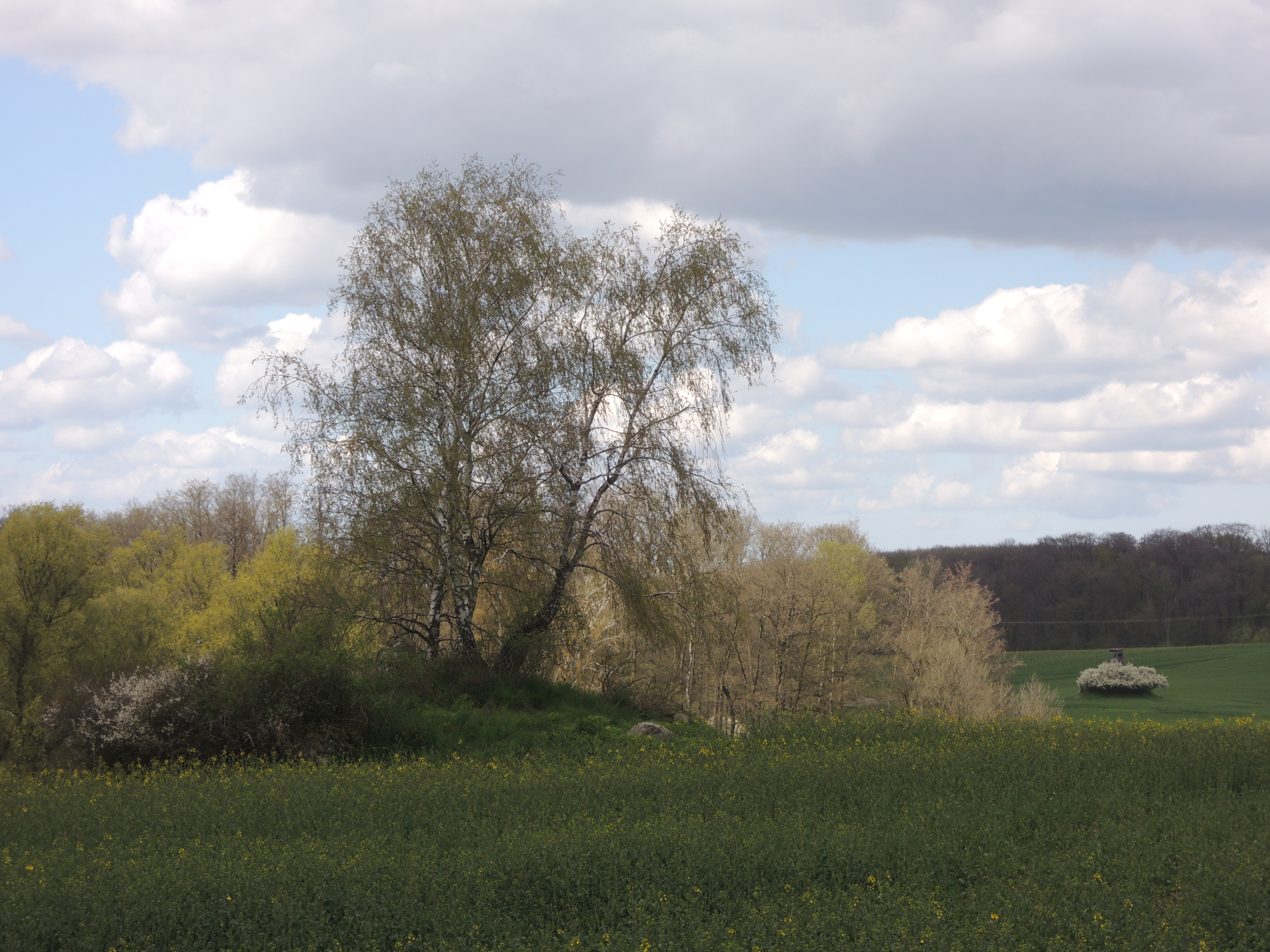

Wilsen 1 (auch Wilsener Hütte, Fundplatz 25 genannt) hat die Spr.-Nr. 382 und ist stark gestört. Von der Nordwest-Südost orientierten, auf einem Hügel befindlichen Anlage sind nur noch einige auf und am Hügel liegende Steine vorhanden, die keine Struktur erkennen lassen. Immerhin war zu ermitteln, dass die Anlage 2,2 m lang und 1,3 m breit war. Ihre Diele bestand aus Rotsandsteinplatten und Lehmestrich. Neben menschlichen Gebeinen wurde Holzkohle gefunden. Die Beigaben bestanden aus 68 Scherben, einem Flach- und einem Felsbeil, einer Kugelamphore, einer kugeligen Schale und zwei Klinkenkratzern.

## Wilsen 2

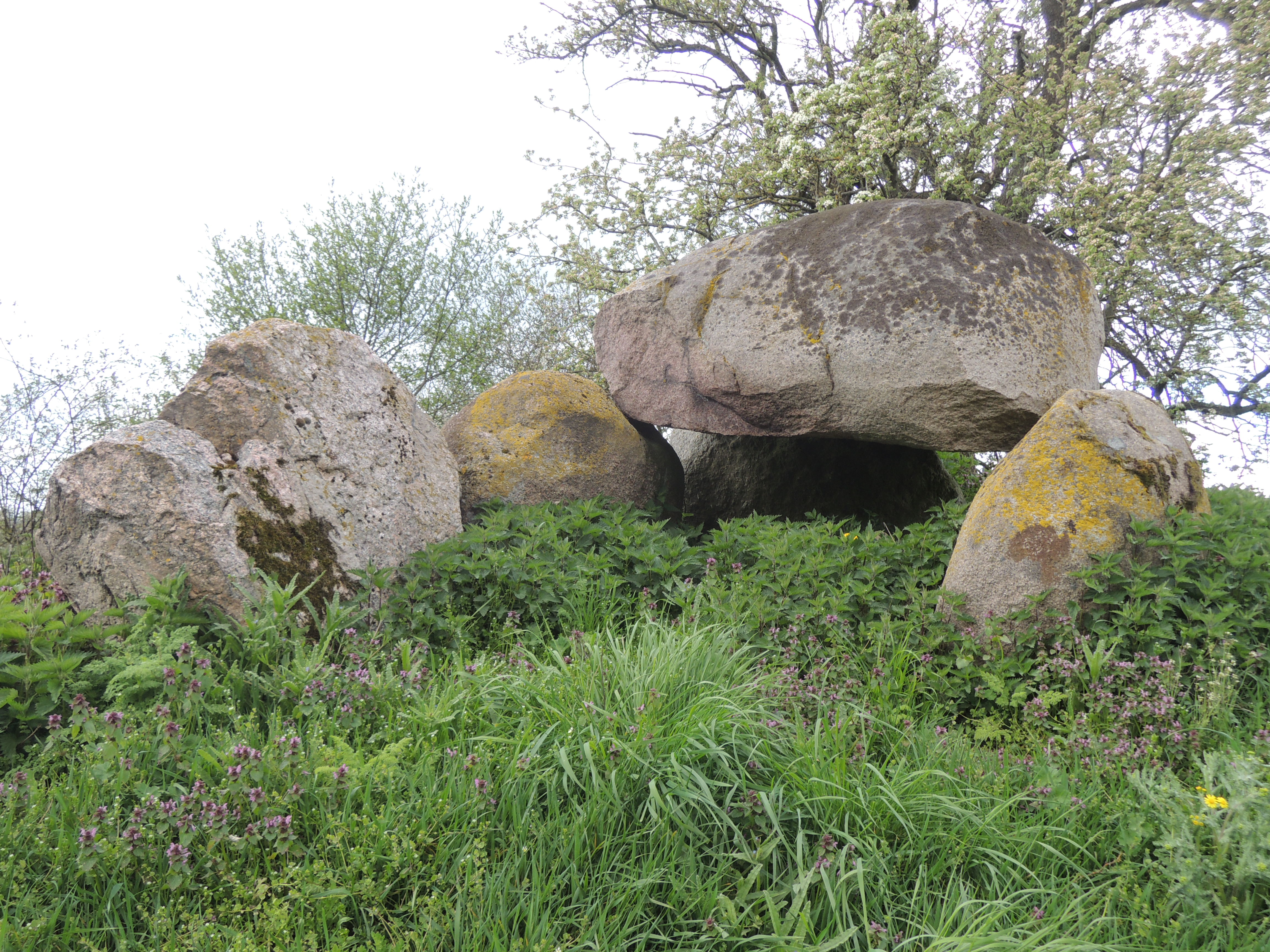
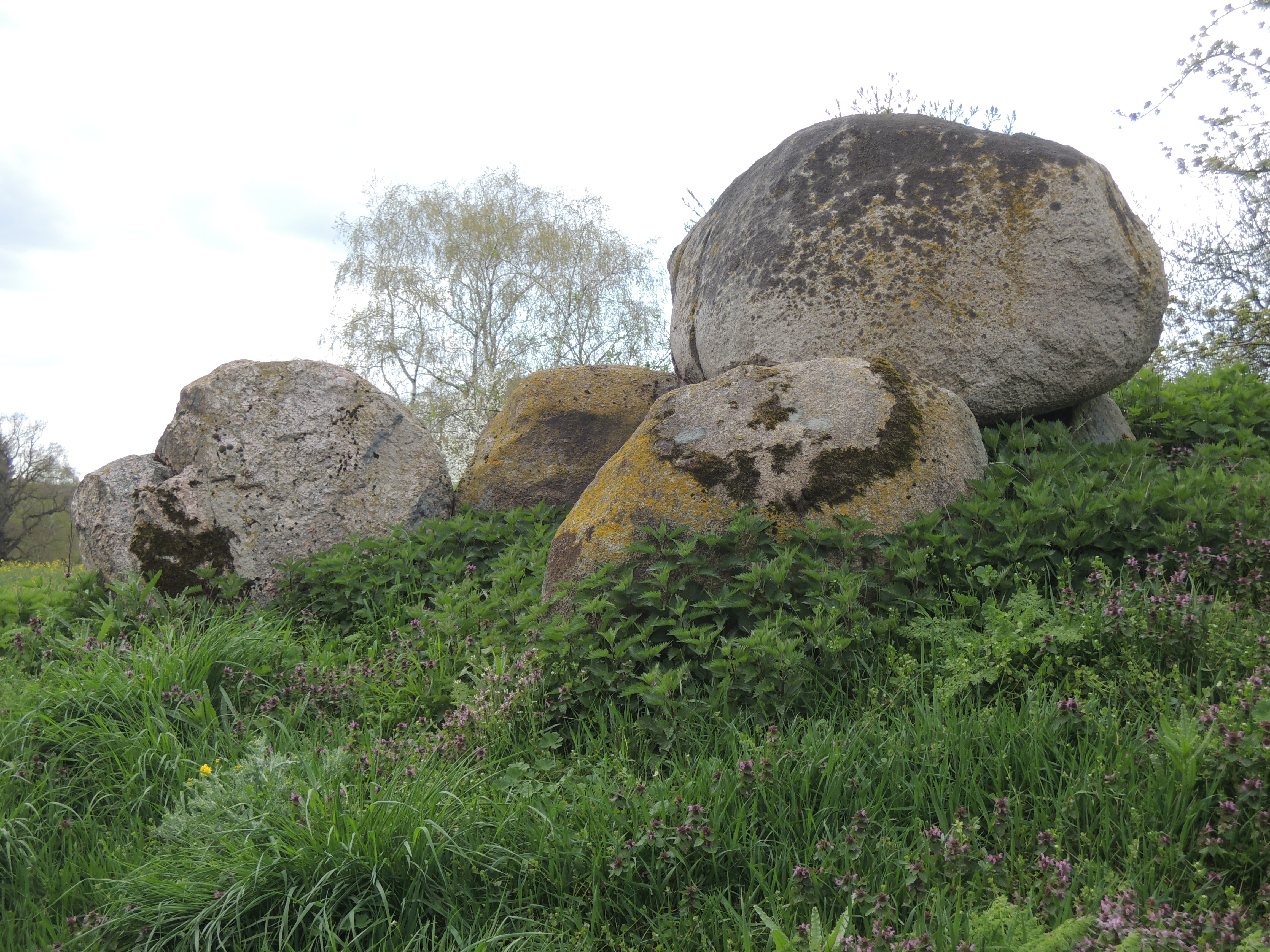
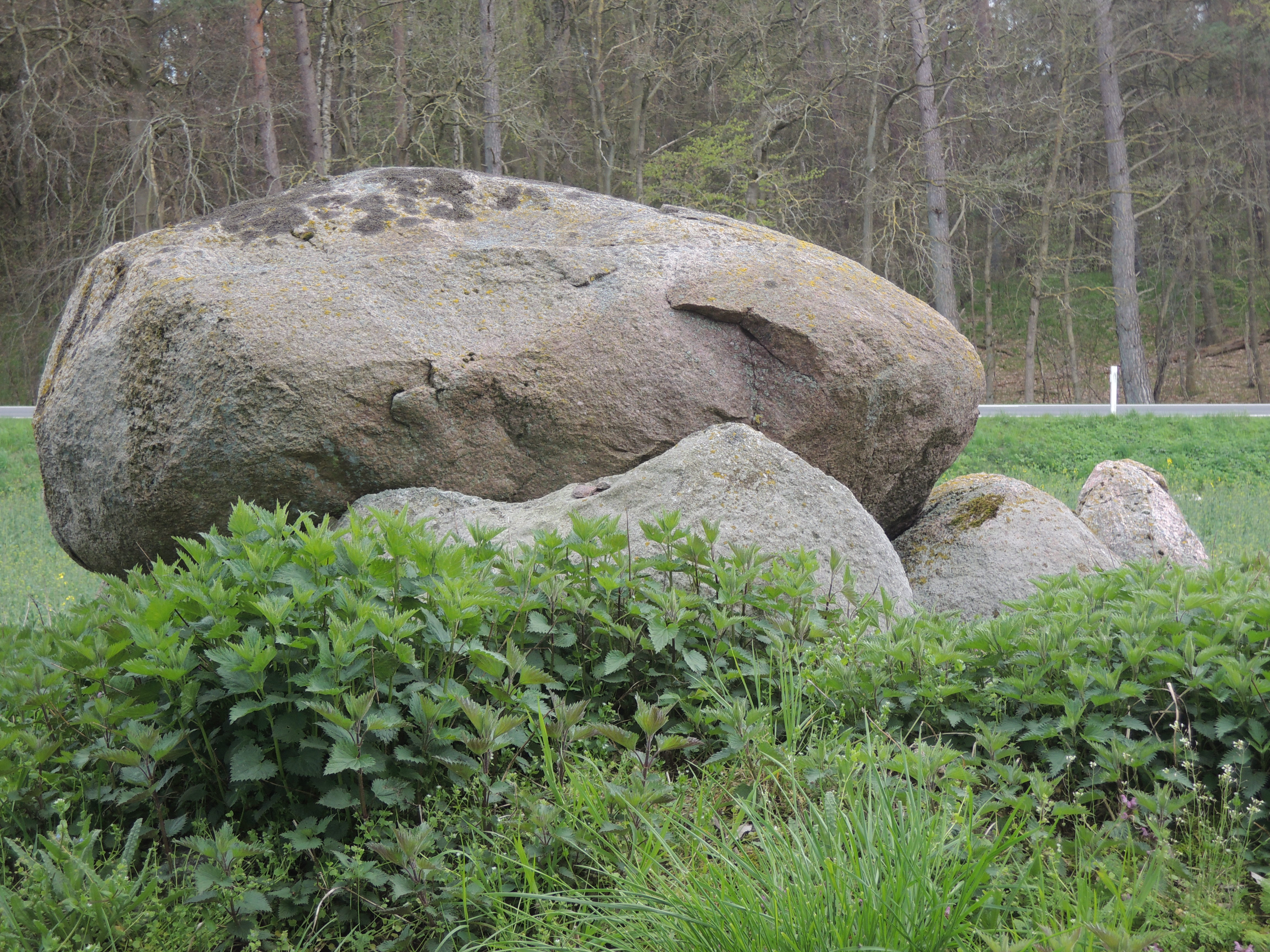
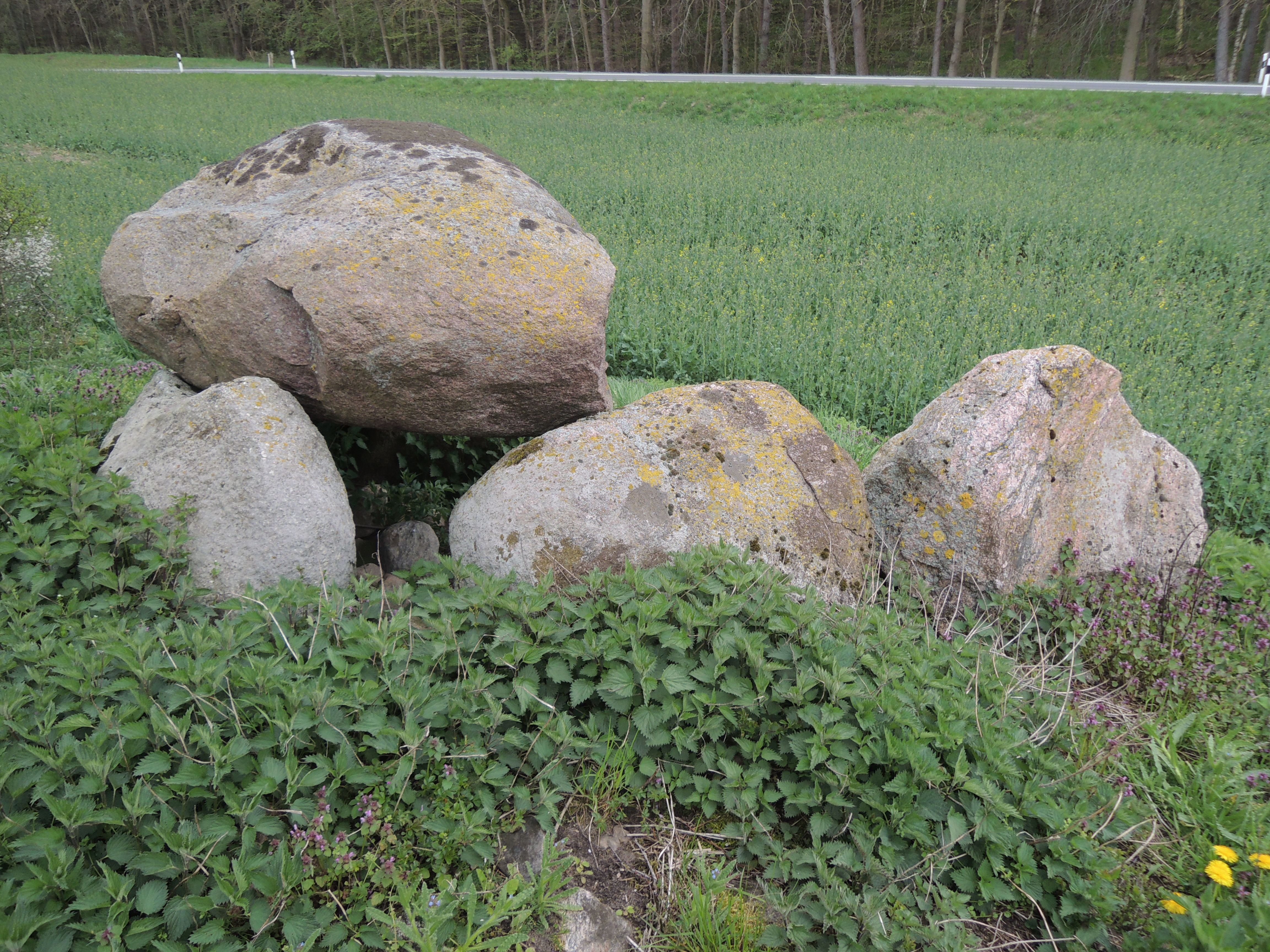

Wilsen 2 (auch Wilsener Hütte, Fundplatz 3 genannt) hat die Spr.-Nr. 383. Die nord-süd orientierten Anlage liegt auf einem Hügel, der wieder mit einer Rollsteinpackung versehen wurde, die leider durch Bewuchs nicht mehr zu erkennen ist. Ebenso wurde der Deckstein mit sechs Schälchen wieder aufgelegt. Die Kammer ist 1,4 m hoch, 2,1 m lang und 1,2 m breit. Die Diele besteht aus Rollsteinen, geglühtem Feuerstein und Lehmestrich. Neben Holzkohle wurden 57 Scherben von Keramik, drei Querschneider, drei Klingen, eine Pfeilspitze, zwei Kugelamphoren, ein weitmündiger und ein hoher Topf sowie ein dicknackiges Beil, ein Schlagstein und ein Klingenkratzer und eine Feuersteinsichel gefunden.